# Центральный директорат по вопросам языка хинди

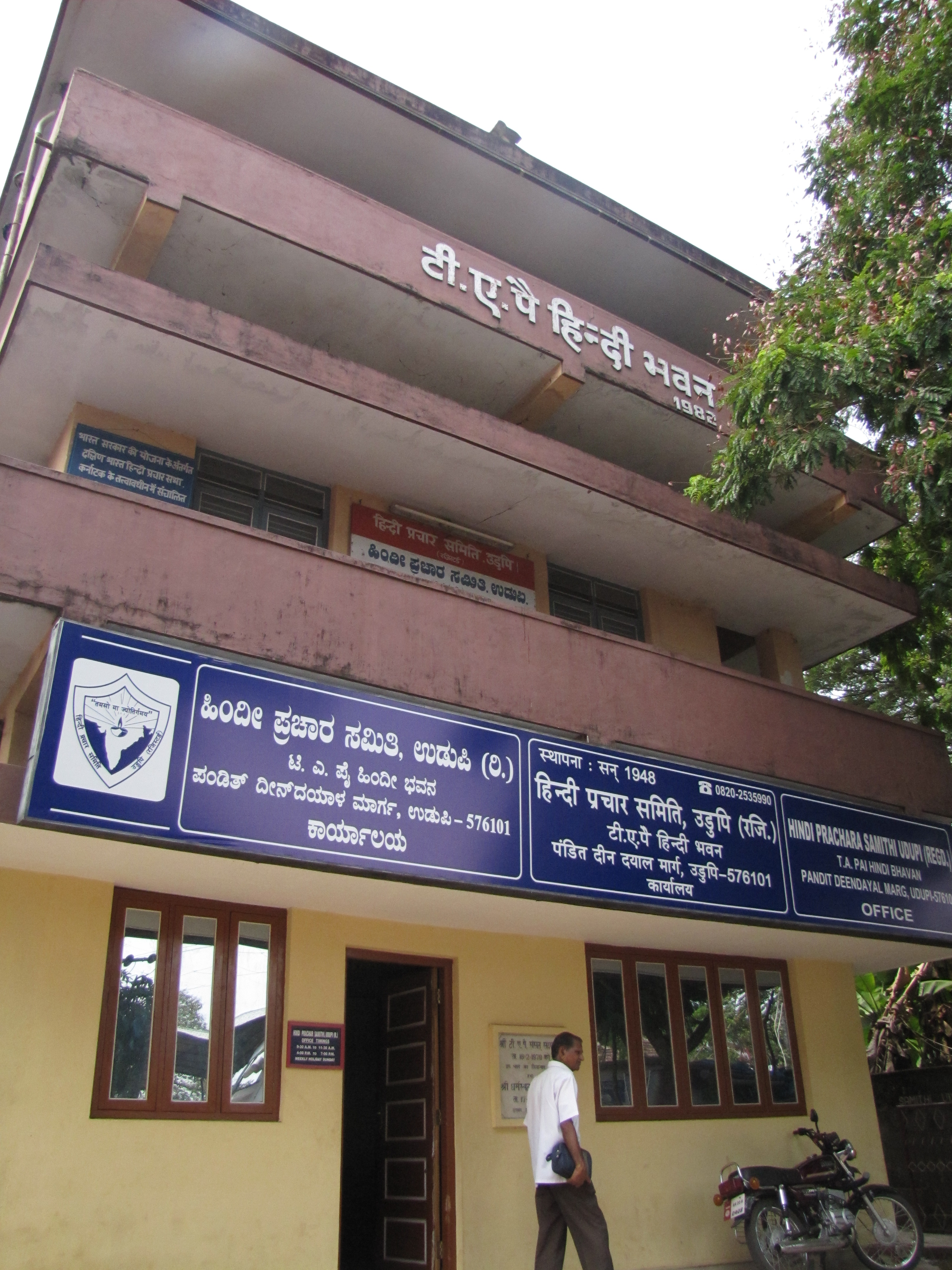
Центральный офис директората в Нью-Дели

Центральный директорат по вопросам языка хинди (хинди केन्द्रीय हिन्दी निदेशालय, англ. Central Hindi Directorate) — агентство Министерства развития человеческих ресурсов Индии, ответственное за поддержание, функционирование и развитие стандартного хинди, а также использование письменности деванагари. Создано 1 марта 1960 года в соответствии со статьёй 351 Конституции Индии. Центральный офис Директората находится в Нью-Дели, имеется также четыре региональных отделения, расположенные в Ченнаи, Хайдарабаде, Гувахати и Калькутте. Директорат располагает библиотекой, содержащей около 80 тысяч книг на языке хинди, английском и других языках Индии и иностранных языках.